# Dansk Sprognævn
Dansk Sprognævn (kurz DSN, deutsch: „Dänische Sprachkommission“) ist eine staatliche Institution des dänischen Kulturministeriums, die die Regeln für die dänische Rechtschreibung festlegt. Die Kommission hat ihren Sitz in Bogense.
Sie ist 1955 als Nachfolger aus dem „Rechtschreibungsausschuss des Bildungsministeriums“ (Undervisningsministeriets Retskrivningsudvalg)  hervorgegangen.

## Aufgaben
Dansk Sprognævn folgt dem Wandel der dänischen Sprache, um daraus Regeln für die dänische Rechtschreibung zu erstellen. Grundstamm bildet eine Datenbank aus neuen dänischen Wörtern, die rund 300.000 Wörter enthält und jährlich um etwa 5.000 bis 7.000 Wörter anwächst. Die Kommission ist Herausgeber des Retskrivningsordbogen, ein Wörterbuch für die dänischen Sprache, der Vierteljahresschrift Nyt fra Sprognævn („Neues von der Sprachkommission“) sowie von Handbüchern und Anleitungen. Ein Auskunftsservice beantwortet kostenlos Fragen von Behörden und Privatpersonen über die dänische Sprache und ihren Sprachgebrauch.

### Datenbank
Die Mitarbeiter der Kommission verfolgen den Sprachwandel, indem sie Zeitungen, Bücher und andere Schriften lesen, Radio hören, fernsehen und in Textdatenbanken, vor allem solche mit Presseartikeln, suchen. Sie notieren sich neue Wörter und dazugehörige Zitate, die dann sowohl in die elektronische Datenbank eingespeist als auch mittels Karteikarten aufbewahrt werden. So enthält die Datenbank für die 300.000 Wörter etwa eine Million Anwendungsbeispiele. Sie gibt Aufschluss, welche Wörter im Dänischen tatsächlich verwendet werden, ohne beim Sammeln Stellung zu beziehen, ob die einzelnen Wörter gut oder schlecht beziehungsweise falsch oder richtig sind. Neue Wörter müssen demnach nicht genehmigt werden, um in die Datenbank aufgenommen zu werden. Intern dient sie den Mitarbeitern zu Forschungszwecken. Extern gibt sie zum Beispiel Wörterbuchredakteuren, Studierenden und Forschern Auskunft über den neuesten Stand des dänischen Wortschatzes.

### Wörterbuch
Nach 1986 und 1996 erschien 2001 die dritte Auflage des offiziellen dänischen „Wörterbuch für Rechtschreibung“ (Retskrivningsordbogen), das das Retskrivningsordbog von 1955 ablöste. Das Buch enthält neben 64.000 Wörtern und deren Beugungsformen auch die offiziellen Rechtschreibungsregeln.
Im § 2 des „Gesetzes über die dänische Rechtschreibung“ (Lov om dansk retskrivning) ist festgelegt, wer verpflichtet ist, der offiziellen Rechtschreibung aus dem Wörterbuch zu folgen. Dazu zählen die öffentliche Verwaltung, der Folketing und angeschlossene Behörden sowie alle Gerichte. Das Gleiche gilt für nichtöffentliche Ausbildungsinstitutionen, die mit mehr als der Hälfte subventioniert werden sowie private und unabhängige Schulen, bei denen die Schüler der Unterrichtspflicht unterliegen.

## Struktur
Dansk Sprognævn besteht aus einem 40-köpfigen Verwaltungsrat, dessen Mitglieder für vier Jahre ernannt werden. Der Rat setzt sich aus Vertretern zusammen, die aus verschiedenen Institutionen und Zusammenschlüssen stammen und ein besonderes Interesse an sprachlichen Fragen mitbringen. Bereiche, die im Dansk Sprognævn durch Repräsentanten vertreten sind, sind zum Beispiel: das Staats-, Justiz- und Bildungsministerium, Universitäten, Radio und Fernsehen sowie die Lehrer-, Journalisten-, Autoren- und Schauspielervereinigung. Daneben können bis zu drei Privatpersonen mit Fachwissen als Mitglieder des Verwaltungsrates bestimmt werden.
Ein siebenköpfiger Arbeitsausschuss trägt die Verantwortung für die Ökonomie und Entwicklungsstrategie der Kommission. Fünf der Mitglieder dieses Ausschusses werden vom Verwaltungsrat ernannt, ein Mitglied vom Kulturministerium und eins von den Mitarbeitern des angeschlossenen Forschungsinstituts. Der Ausschuss setzt eine Reihe von Expertengruppen ein, die die Redaktionen des Wörterbuches, der Schrift Nyt fra Sprognævnet und anderer Publikationen beraten. Die Experten beschäftigen sich auch mit Fachsprachen und Sprachpolitik.
Als Teil einer größeren Umstrukturierung wurde 2006 mit Sabine Kirchmeier-Andersen eine Direktorin eingestellt.

## Partner
Dansk Sprognævn arbeitet mit anderen Organen zusammen, die sich mit Sprachproblemen beschäftigen. Das gilt unter anderem für:
- Stednavneudvalget – Ausschuss für Ortsnamen
- DANTERMcentret – Zentrum für dänische Terminologie an der Copenhagen Business School
- Kemisk Forenings Nomenklaturudvalg – Nomenklaturausschuss der „Chemischen Vereinigung“
- It-Terminologi-Udvalget – Ausschuss für IT-Terminologie
- Patent- og Varemærkestyrelsen – Verwaltungseinrichtung für Patente und Warenzeichen
- Det Danske Sprog- og Litteraturselskab – Dänische Sprach- und Literaturgesellschaft
- Center for Sprogteknologi – Zentrum für Sprachtechnologie

Ein Beispiel solch einer Kooperation stellt seit 2006 das Webportal Sproget.dk dar, das das Resultat einer Zusammenarbeit zwischen den Institutionen des Kulturministeriums, der dänischen Sprach- und Literaturgesellschaft und dem Dansk Sprognævn ist. Auf dem Portal werden umfassende Informationen über die dänische Sprache der Öffentlichkeit kostenlos online zur Verfügung gestellt, darunter auch Nachschlagewerke wie das offizielle Wörterbuch und Schriften des Dansk Sprognævn.

### Internationale Zusammenarbeit
Auf internationaler Ebene arbeitet die dänische Kommission eng mit Sprachkommissionen aus den übrigen nordischen Ländern zusammen, unter anderem um zu verhindern, dass sich die dänische, norwegische und schwedische Sprache unnötig voneinander entfernen. Die Zusammenarbeit läuft seit 2009 größtenteils über die „Nordische Sprachkoordination“, ein Organ des Nordischen Ministerrates.
Dansk Sprognævn ist Mitglied des „Europäischen Bundes für nationale Sprachinstitutionen“ (European Federation of National Institutions for Language, kurz EFNIL).